# اورکوئست
اورکوئست (به انگلیسی: EverQuest) یک بازی 3D خیال‌پردازی در سبک بازی نقش‌آفرینی برخط چندنفره گسترده (MMORPG) است که در اصل توسط Verant Interactive و 989 Studios برای رایانه‌های شخصی ویندوز توسعه یافت و توسط بخش سرگرمی‌های آنلاین سونی در مارس 1999 در آمریکای شمالی و توسط یوبی‌سافت در اروپا در آوریل 2000 منتشر شد. یک نسخه اختصاصی برای مک‌اواس در ژوئن 2003 منتشر شد، که به مدت ده سال کار می‌کرد قبل از اینکه در نوامبر 2013 تعطیل شود. در ژوئن 2000، Verant Interactive جذب سونی آنلاین سرگرمی شد، وی وظایف کامل توسعه و انتشار عنوان را بر عهده گرفت. بعداً، در فوریه 2015، شرکت مادر بخش سرگرمی سونی یعنی سونی اینتراکتیو انترتینمنت، استودیو را به شرکت سرمایه‌گذاری Columbus Nova فروخت و استودیو سازنده بازی به Daybreak Game Company تغییر نام داد که همچنان به توسعه و انتشار EverQuest ادامه می‌دهد.
این اولین MMORPG از نظر تجاری بود که از یک موتور بازی سه بعدی بهره می‌برد و موفقیت آن در مقیاسی بی‌سابقه بود. EverQuest تأثیر گسترده‌ای در انتشارات بعدی در بازار داشته و از موقعیت مهمی در تاریخ بازی‌های آنلاین چند نفره انبوه برخوردار است.
این بازی سالها پس از انتشار از انتظارات اولیه اشتراکی فراتر رفت و به محبوبیت بیشتری رسید و اکنون یکی از برترین بازی‌های ویدیویی ساخته شده محسوب می‌شود. این جوایز بسیاری از جمله بازی سال ۱۹۹۹ گیم‌اسپات و جایزه فناوری و مهندسی امی ۲۰۰۷ را دریافت کرد. در حالی که ده‌ها بازی مشابه در طول این سالها آمده و رفته‌اند، EverQuest همچنان به عنوان یک شرکت تجاری قابل دوام ماندگار است، با گسترش بیش از بیست سال پس از عرضه اولیه، گسترش‌های جدید همچنان به‌طور منظم منتشر می‌شوند. تعدادی از رسانه‌های اسپین آف از جمله کتاب‌ها و بازی‌های ویدیویی و همچنین دنباله ای با نام EverQuest II را که در سال ۲۰۰۴ راه اندازی شد ، منتشر شد.

غول شن و ماسه که گروهی را در واحه مار، منطقه ای کویری، درگیر می‌کند. مدل‌های کاراکتری چند ضلعی کم و رابط کاربری ساده نشان می‌دهد که این عکس بین سال‌های ۱۹۹۹ و ۲۰۰۲ گرفته شده‌است.

### سقوط
از زمان انتشار دنیای وارکرفت و سایر MMORPGهای مدرن، نشانه‌های کاهش بازیکنان EverQuest نمایان شد. سرورهای ملی New Dawn در سال ۲۰۰۵ متوقف شدند و در یک سرور اروپایی (انگلیسی زبان) عمومی ادغام شدند.
در مارس ۲۰۱۲، EverQuest با معرفی سه ردیف تعهد از مدل تجارت اشتراک ماهانه جدا شد: یک سطح کاملاً رایگان برای بازی در سطح برنز، یک بار هزینه سطح نقره ای و یک سطح طلای اشتراک. در همان ماه EverQuest Online Adventures بسته شد. فقط چند ماه قبل EverQuest II به صورت رایگان بازی کرده بود و پرچمدار بخش سرگرمی‌های آنلاین سونی یعنی Star Wars Galaxies نیز بسته شد.
در ژوئن همان سال بخش سرگرمی‌های آنلاین سونی توانایی خرید زمان اشتراک بازی با Station Cash را بدون هیچ گونه هشدار به بازیکنان از بین برد. سونی برای این تغییر ناگهانی خط مشی عذرخواهی کرد و گزینه را برای یک هفته دیگر بازگرداند و پس از آن برای همیشه حذف شد.
نوامبر ۲۰۱۳ تنها سرور سیستم عامل Mac OS بسته شد.
در فوریه ۲۰۱۵ بخش سرگرمی‌های آنلاین سونی، استودیو سازنده را به گروه سهام خصوصی کلمبوس نوا فروخت، و متعاقباً Sony Online Entertainment نام استودیو را به شرکت Daybreak Game تغییر داد. در استودیو یک دوره کوتاه شک و تردید به وجود آمد، و همه پروژه‌ها مانند گسترش دهنده‌ها و ادامه کار در حالت تعلیق قرار گرفتند و کارکنان از کار اخراج شدند. اوضاع در حوالی شانزدهمین سالگرد بازی تثبیت شد و گسترش جدیدی در نوامبر ۲۰۱۵ منتشر شد.

## گسترش دهنده‌ها
| نام گسترش دهنده          | تاریخ انتشار     | حداکثر سطح |
| ------------------------ | ---------------- | ---------- |
| The Ruins of Kunark      | آوریل ۲۴, ۲۰۰۰   | ۶۰         |
| The Scars of Velious     | دسامبر ۵, ۲۰۰۰   | ۶۰         |
| The Shadows of Luclin    | دسامبر ۴, ۲۰۰۱   | ۶۰         |
| The Planes of Power      | اکتبر ۲۹, ۲۰۰۲   | ۶۵         |
| The Legacy of Ykesha     | فوریه ۲۵, ۲۰۰۳   | ۶۵         |
| Lost Dungeons of Norrath | سپتامبر ۹, ۲۰۰۳  | ۶۵         |
| Gates of Discord         | فوریه ۱۰, ۲۰۰۴   | ۶۵         |
| Omens of War             | سپتامبر ۱۴, ۲۰۰۴ | ۷۰         |
| Dragons of Norrath       | فوریه ۱۵, ۲۰۰۵   | ۷۰         |
| Depths of Darkhollow     | سپتامبر ۱۳, ۲۰۰۵ | ۷۰         |
| Prophecy of Ro           | فوریه ۲۱, ۲۰۰۶   | ۷۰         |
| The Serpent's Spine      | سپتامبر ۱۹, ۲۰۰۶ | ۷۵         |
| The Buried Sea           | فوریه ۱۳, ۲۰۰۷   | ۷۵         |
| Secrets of Faydwer       | نوامبر ۱۳, ۲۰۰۷  | ۸۰         |
| Seeds of Destruction     | اکتبر ۲۱, ۲۰۰۸   | ۸۵         |
| Underfoot                | دسامبر ۱۵, ۲۰۰۹  | ۸۵         |
| House of Thule           | اکتبر ۱۲, ۲۰۱۰   | ۹۰         |
| Veil of Alaris           | نوامبر ۱۵, ۲۰۱۱  | ۹۵         |
| Rain of Fear             | نوامبر ۲۸, ۲۰۱۲  | ۱۰۰        |
| Call of the Forsaken     | اکتبر ۸, ۲۰۱۳    | ۱۰۰        |
| The Darkened Sea         | اکتبر ۲۸, ۲۰۱۴   | ۱۰۵        |
| The Broken Mirror        | نوامبر ۱۸, ۲۰۱۵  | ۱۰۵        |
| Empires of Kunark        | نوامبر ۱۶, ۲۰۱۶  | ۱۰۵        |
| Ring of Scale            | دسامبر ۱۲, ۲۰۱۷  | ۱۱۰        |
| The Burning Lands        | دسامبر ۱۱, ۲۰۱۸  | ۱۱۰        |
| Torment of Velious       | دسامبر ۱۸, ۲۰۱۹  | ۱۱۵        |
| Claws of Veeshan         | TBA              | ۱۱۵        |

## بازتاب‌ها
| گردآورنده | امتیاز   |
| --------- | -------- |
| متاکریتیک | 85 / 100 |

| ناشر                     | امتیاز   |
| ------------------------ | -------- |
| آل‌گیم                    | [ ۱۶ ]   |
| سی‌جی‌ام                   | [ ۱۷ ]   |
| گیم‌پرو                   | 5 / 5    |
| گیم رولیشن               | A-       |
| گیم‌اسپات                 | 8.4 / 10 |
| آی‌جی‌ان                   | 8.4 / 10 |
| نکست جنریشن              | [ ۲۲ ]   |
| پی‌سی گیمر (ایالات متحده) | 86%      |

سایت نسل بعدی این بازی را بررسی کرد، آن را از پنج ستاره به پنج ستاره رتبه‌بندی کرد و اظهار داشت که " EverQuest یکی از نادرترین بازی‌ها است که با انجام آن به طور فزاینده ای بازده می‌دهد و این جدیدترین علامت علامت بالا است که تمام دنیای آنلاین آنلاین و پایدار در آن از طریق آن بازی می‌کنند. قضاوت کرد. "
بررسی‌های Everquest بیشتر در هنگام انتشار در سال ۱۹۹۹ مثبت بود و از مجموع وب سایت بررسی متاکریتیک امتیاز ۸۵ از ۱۰۰ را کسب کرد. با مقایسه آن با سایر عناوین آنلاین نقش آفرینی در آن زمان ، منتقدان آن را «بهترین بازی در کلاس خود» و «همه گیرترین و اعتیاد آورترین RPG آنلاین تاکنون» نامیدند.

## فرانچایز EverQuest
از آنجا که انتشار سرویس EverQuest ' سونی چند بازی مربوط به EverQuest اضافه کرد، شامل:
- EverQuest Hero's Call (کامپیوتر جیبی، ژانویه ۲۰۰۳)
- EverQuest Online Adventures (پلی استیشن ۲، فوریه ۲۰۰۳)
- EverQuest Online Adventures Frontiers (پلی استیشن ۲، نوامبر ۲۰۰۳)
- Lords of EverQuest (رایانه شخصی، دسامبر ۲۰۰۳)
- Champions of Norrath (پلی استیشن ۲، فوریه ۲۰۰۴)
- EverQuest Hero's Call 2 (کامپیوتر جیبی، آوریل ۲۰۰۴)
- EverQuest War On Faydwer (کامپیوتر جیبی، آوریل ۲۰۰۴)
- EverQuest II (رایانه شخصی، نوامبر ۲۰۰۴)
- Champions: Return to Arms، عاقبت Champions of Norrath (پلی استیشن ۲، فوریه ۲۰۰۵)
- EverQuest Role-Playing Game (یک بازی نقش آفرینی است که با همکاری White Wolf تولید شده و از سیستم d20 استفاده می‌کند).
- Legends of Norrath (یک بازی با کارت مجازی که مدتی در سال ۲۰۰۷ یا اوایل سال ۲۰۰۸ راه اندازی شد و همچنین به بازیکنان EverQuest و EverQuest II با عناوین داخل بازی جایزه می‌دهد).
- EverQuest بعدی، جدیدترین بازی EverQuest مبتنی بر داستان (لغو شده)
- EverQuest Next Landmark، فقط بازی EverQuest جهان ساز (لغو شده)

یک رمان از رمان‌ها در جهان EverQuest منتشر شده‌است، از جمله:
- Rogue's Hour، توسط Scott Ciencin (اکتبر ۲۰۰۴)
- Ocean of Tears، نوشته استوارت ویک (اکتبر ۲۰۰۵)
- حقیقت و فولاد، نوشته توماس ام رید (سپتامبر ۲۰۰۶)
- The Red Red Harp، نوشته الین کانینگام (اکتبر ۲۰۰۶)